# Cécile Cabanac
Pour les articles homonymes, voir Cabanac (homonymie).
 (novembre 2023).
Cécile Cabanac est une journaliste, réalisatrice et femme de lettres française, auteure de romans policiers.

## Biographie
Née au Pays basque, Cécile Cabanac grandit à Saint-Jean de Luz. Après son bac, elle va à Bordeaux suivre des études d'histoires pour devenir journaliste.
Cécile Cabanac (pseudonyme) est journaliste de formation, issue de l'École supérieure de journalisme de Lille (75e promotion). Elle est titulaire d'une maitrise d'histoire contemporaine à l'Université Bordeaux-Montaigne. Elle a fait ses débuts au journal Sud Ouest, en presse écrite[réf. nécessaire].
Elle travaille à partir de 2001 chez TF1, puis France 5. Elle y réalise quelques documentaires et travaille également dans Le Magazine de la santé avec Marina Carrère d'Encausse et Michel Cymes. Chroniqueuse, elle réalise plusieurs numéros de l'émission. Elle est ensuite chroniqueuse dans Les Maternelles,.
Entre 2009 et 2012, elle travaille dans l'émission Faites entrer l'accusé sur France 2,.
À partir de 2012, elle revient au Pays basque, où elle s'installe. Après une expérience dans le commerce, elle se consacre entièrement à l'écriture. Elle est une des cofondatrices du collectif Les Louves du polar.
Elle est l'auteure de quatre romans policiers parus chez Fleuve Noir et Pocket.

## Critique
France bleu en 2020 : « Ses romans sont unanimement salués par la critique. », et en 2022, qu'elle est : « une plume incontournable du roman noir français. ».
Le Télégramme : « Sa marque de fabrique ? Le malsain, le sordide, le poisseux, le glauque, mais pas du « trash », c’est noir, mais pas sanglant. ».

## Romans
- Des poignards dans les sourires
  - Paris : Fleuve Editions, 2019, 480 p.  (ISBN 9782265118492)
  - Paris : Pocket Editions, 2020, 512 p.  (ISBN 9782266306928)
- Requiem pour un diamant
  - Paris : Fleuve Editions, 2020, 468 p,  (ISBN 9782265144231)
  - Paris : Pocket Editions, 2022, 496 p  (ISBN 9782266316262)
- La Petite Ritournelle de l'horreur
  - Paris : Fleuve Editions, 2022, 480 p (ISBN 9782265155244)
  - Paris : Pocket Editions 2023, 528 p  (ISBN 9782266331265) Prix du Roman Noir 2022 des bibliothèques et médiathèques de Grand Cognac[9]
- Le Chaos dans nos veines
  - Paris : Fleuve Editions, 2023, 464 p.  (ISBN 9782265156159) Nommé au Prix de l'Embouchure 2023[10]
- Á pleurer tout nous condamne
  - Paris : Fleuve Editions, 2024